# Seznam českých umělců působících v MET

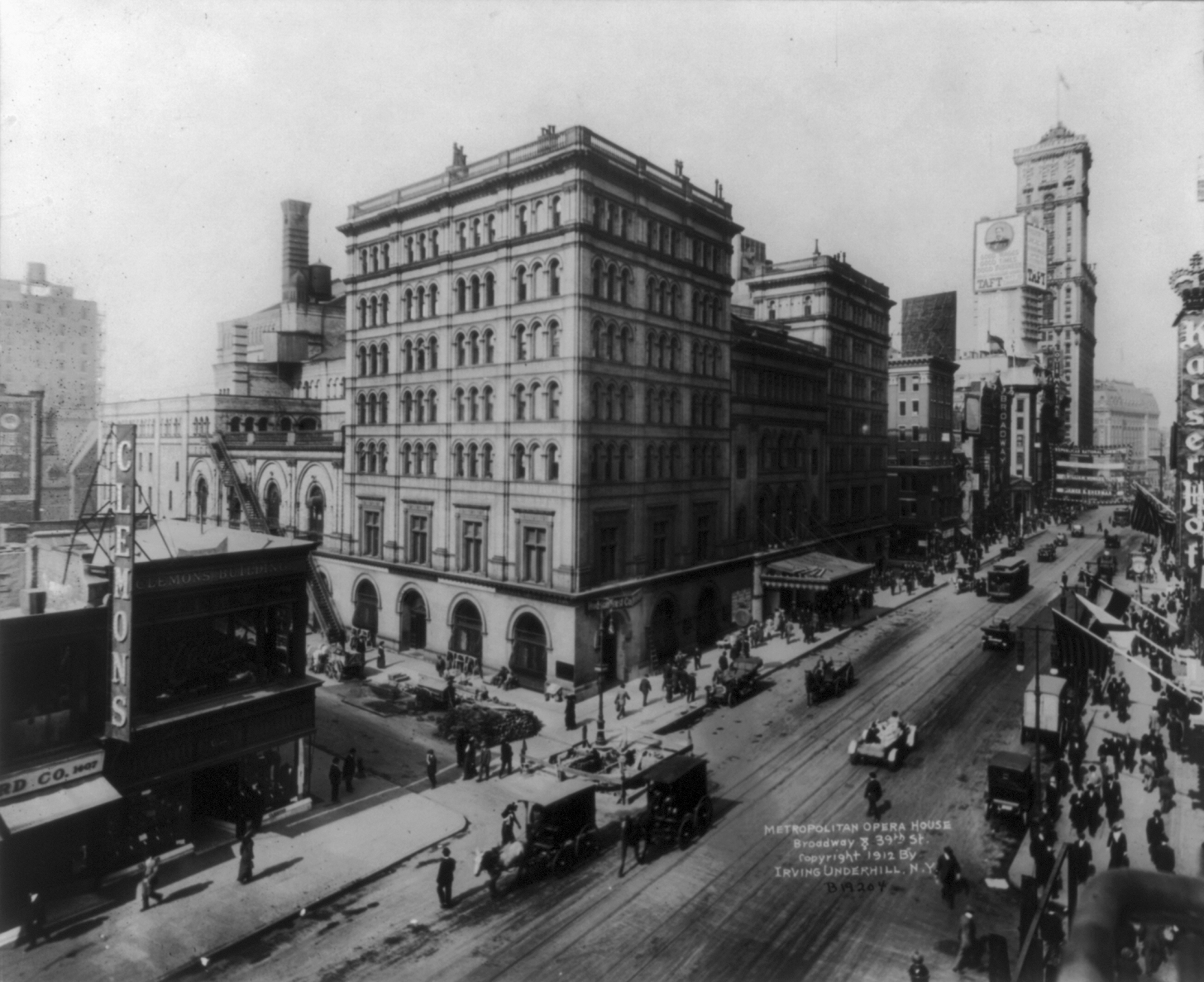
Metropolitní opera v roce 1912.

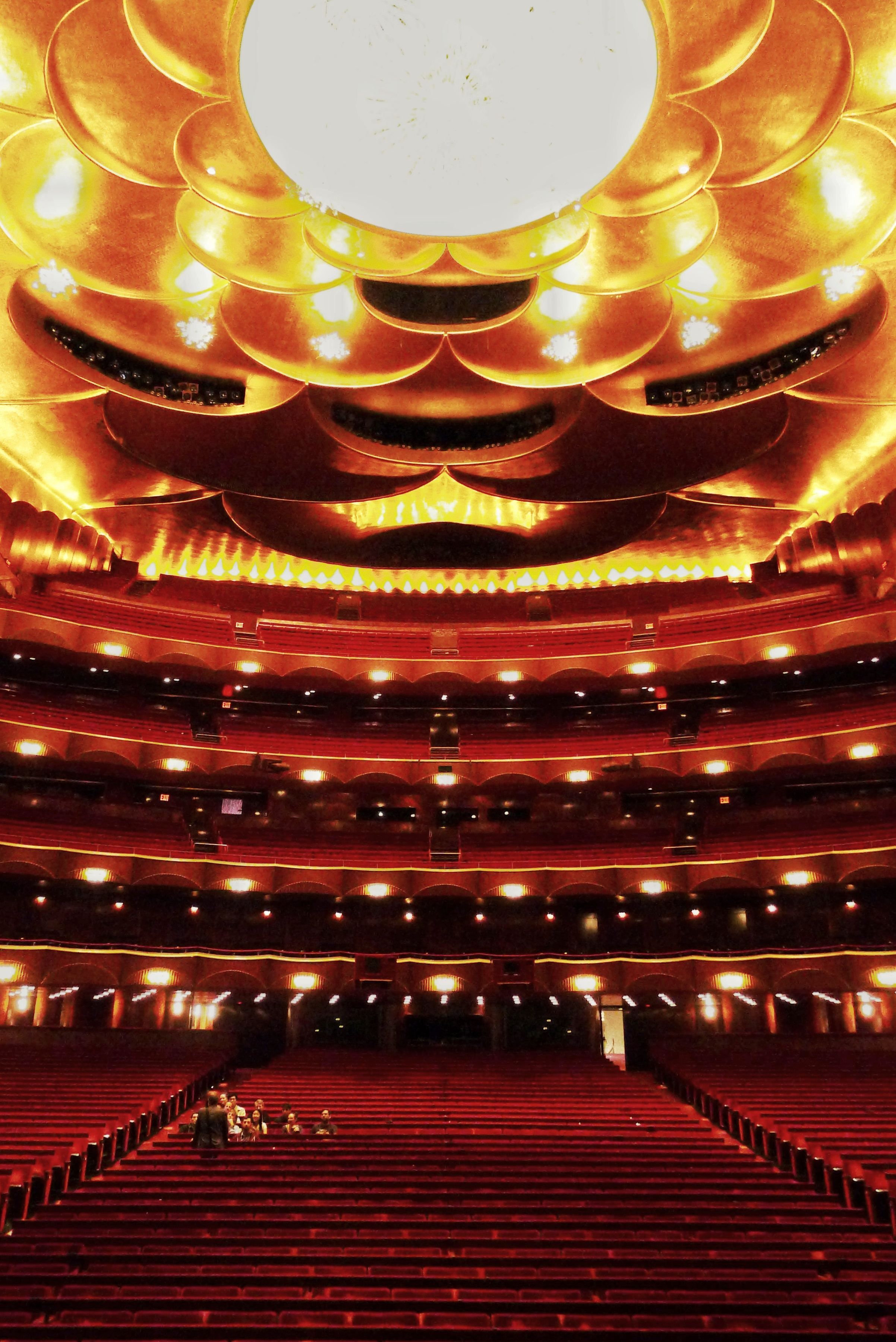
Hlediště Metropolitní opery v New Yorku v roce 2016.

Toto je seznam českých umělců, kteří působili v Metropolitní opeře v New Yorku.

## Zpěváci
Letopočty uvádějí rozsah let, kdy umělkyně či umělec působili v MET.
- Ernestine Schumann-Heink (1898-1932)
- Karel Burian (Carl Burrian, 1906-1913)
- Leo Slezak (1909-1913)
- Ema Destinnová (Emmy Destinn, 1908-1916, 1919-1920) zasloužila se o uvedení Smetanovy Prodané nevěsty v MET v roce 1909.[1]
- Rudolf Berger (1914-1915)
- Maria Jeritza (1921-1932, 1951) zasloužila se o uvedení Janáčkovy Její pastorkyňa (pod názvem Jenúfa) v MET dne 6. prosince 1924[1]
- Pavel Ludikar (1926-1932)
- Jarmila Novotná (1940-1956)
- Ludmila Dvořáková (1966-1968)
- Eva Randová (1981-1999)
- Peter Straka (1991)
- Gabriela Beňačková (1991-1993, 1996, 1999)
- Eva Urbanová (1997-2004)
- Magdalena Kožená (2003-2011)
- Štefan Margita (2009, 2013)
- Vladimír Chmelo (2009-2015)
- Adam Plachetka (2015-2016)

## Dirigenti
- Rafael Kubelík (1973-1974) byl šéfdirigentem MET
- Václav Neumann (1985-1986)
- Jiří Kout (1991-2000)
- Jiří Bělohlávek (2004-2012)

## Výtvarníci a scénografové
- Josef Svoboda (1972-1986)
- Jan Skalický (1974-1976)

## Choreografové
- Pavel Šmok (1978, Prodaná nevěsta)